# Asterix & Son
Asterix & Son (franska: Le Fils d'Astérix) är det 27:e seriealbumet om Asterix. Det har manus och teckningar av Albert Uderzo och publicerades ursprungligen 1983.

## Handling
En morgon hittas ett spädbarn på trappan till Asterix hus. Asterix och Obelix har ett svårt att ta hand om pojken och tvingas lämna den lilla byn för att ta reda på vem som lämnat honom och vilka hans föräldrar är.